# Drum național 66
Der Drum național 66 (rumänisch für „Nationalstraße 66“, kurz DN66) ist eine Hauptstraße in Rumänien. Er bildet zugleich ein Teilstück der Europastraße 79.

## Verlauf
Die Straße zweigt in Filiași vom Drum național 6 (zugleich Europastraße 70) ab, verläuft in generell nordwestlicher Richtung im Tal des Jiu (Schil) über die Bergbaustadt Rovinari zur Kreishauptstadt Târgu Jiu, wo sie den Drum național 67D und den Drum național 67 kreuzt, dann weiter zunächst nach Norden nach Petroșani, wo der Drum național 66A  nach Westen und der Drum național 7A abzweigen. Dort wendet sich die Straße nach Nordwesten und erreicht in Hateg den Drum național 68 und den Drum național 68B, knickt nach Norden ab und führt am Fluss Strei entlang über Călan nach Simeria, wo sie den Drum național 7  kreuzt und kurz darauf an der Autostrada A1 (Europastraße 68) endet.
Die Länge der Straße beträgt rund 249 Kilometer.